# Tim Orr
Timothy D. Orr (Long Beach, 1968) è un direttore della fotografia statunitense.

## Biografia
È collaboratore abituale del regista David Gordon Green, per il quale ha curato la fotografia di ogni suo film fin dall'esordio George Washington (2000).

## Riconoscimenti
- Independent Spirit Award per la miglior fotografia
  - 2001: candidato - George Washington
  - 2005: candidato - Dandelion

## Filmografia

### Cinema
- George Washington, regia di David Gordon Green (2000)
- Raising Victor Vargas, regia di Peter Sollett (2002)
- The Rough South of Larry Brown, regia di Gary Hawkins (2002)
- EvenHand, regia di Joseph Pierson (2002)
- All the Real Girls, regia di David Gordon Green (2003)
- Dandelion, regia di Mark Milgard (2004)
- Imaginary Heroes, regia di Dan Harris (2004)
- Undertow, regia di David Gordon Green (2004)
- The Baxter, regia di Michael Showalter (2005)
- Uomini & donne (Trust the Man), regia di Bart Freundlich (2005)
- Innamorarsi a Manhattan (Little Manhattan), regia di Mark Levin (2005)
- Come Early Morning, regia di Joey Lauren Adams (2006)
- Off the Black - Gioco Forzato (Off the Black), regia di James Ponsoldt (2006)
- Snow Angels, regia di David Gordon Green (2007)
- Year of the Dog, regia di Mike White (2007)
- Soffocare (Choke), regia di Clark Gregg (2008)
- Strafumati (Pineapple Express), regia di David Gordon Green (2008)
- Sex Movie in 4D (Sex Drive), regia di Sean Anders (2008)
- Observe and Report, regia di Jody Hill (2009)
- Provinces of Night, regia di Shane Dax Taylor (2010)
- Salvation Boulevard, regia di George Ratliff (2011)
- Sua Maestà (Your Highness), regia di David Gordon Green (2011)
- Lo spaventapassere (The Sitter), regia di David Gordon Green (2011)
- Cercasi amore per la fine del mondo (Seeking a Friend for the End of the World), regia di Lorene Scafaria (2012)
- Prince Avalanche, regia di David Gordon Green (2013)
- Joe, regia di David Gordon Green (2013)
- Cymbeline, regia di Michael Almereyda (2014)
- Sopravvissuti (Z for Zachariah), regia di Craig Zobel (2015)
- All'ultimo voto (Our Brand is Crisis), regia di David Gordon Green (2015)
- A.X.L - Un'amicizia extraordinaria (A.X.L.), regia di Oliver Daly (2018)
- Arrivederci professore (The Professor), regia di Wayne Roberts (2019)
- Desperados, regia di Lauren Palmigiano (2020)

### Televisione
- Eastbound & Down – serie TV, 5 episodi (2009)
- His Way, regia di Douglas McGrath – film TV documentario (2011)
- Red Oaks – serie TV, episodio 1x01 (2014)
- Z - L'inizio di tutto (Z: The Beginning of Everything) – serie TV, episodio 1x01 (2015)
- Dickinson – serie TV, 10 episodi (2021)
- Fleishman a pezzi (Fleishman Is in Trouble) – miniserie TV, 4 puntate (2022)
- Daily Alaskan (Alaska Daily) – serie TV, 6 episodi (2022-2023)